# Wostok (napój)
Wostok – bezalkoholowa, orzeźwiająca lemoniada ziołowa produkowana w Niemczech, powstała na bazie tradycyjnej receptury radzieckich lemoniad. Napój Wostok spośród innych napoi gazowanych wyróżnia się mniejszą zawartością cukru oraz zawartością konserwantów i barwników pochodzenia naturalnego. Lemoniada Wostok jest produkowany w Berlinie przez Baikal Getränke GmbH (Bajkał Napoje Sp. z o.o.) i eksportowana m.in. do Polski, Czech, Niderlandów, Austrii, Szwajcarii.

## Historia
Napój został opracowany w 2008 roku przez holenderskiego fotografa Jorisa van Velsena, który pracując od 1989 roku jako fotoreporter w Moskwie, otrzymał od prof. Lwa Arseniuszowicza Oganesjanca, dyrektora Wszechzwiązkowego Instytutu Naukowo-Badawczego Piwa i Przemysłu Bezalkoholowego, oryginalną recepturę napoju Bajkał z 1973 roku. W 2009 roku Joris van Velzen, po wprowadzeniu zmian w smaku i wyglądzie względem oryginalnej formuły napoju Bajkał, wprowadził do produkcji w Niemczech nowy produkt o nazwie Wostok (ros. Восток – wschód). Wprowadzone zmiany są wynikiem własnych pomysłów i dostosowaniem do niemieckich przepisów, m.in.: usunięcie wyciągu z dziurawca (zakazany w Unii Europejskiej), usunięcie sztucznych konserwantów oraz barwników i uzupełnienie ich składnikami naturalnymi, zmniejszenie zawartości cukru.

## Odmiany
W ofercie dostępnych jest 7 wegańskich lemoniad w tym 4 z certyfikatem ekologicznym DE-ÖKO-070.
- Wostok Las Jodłowy – org. Wostok Tannenwald, odpowiednik napoju Bajkał
- Wostok Estragononowo-Imbirowy – org. Wostok Estragon-Ingwer, odpowiednik napoju Tarchun(inne języki)
- Wostok Daktylowo-Granatowy – org. Wostok Dattel-Granatapfel
- Wostok Gruszkowo-Rozmarynowy (BIO) – org. Wostok Birne-Rosmarin (BIO), odpowiednik napoju Diuszes(inne języki)
- Wostok Pomarańczowo-Wanilliowy (BIO) – org. Wostok Orange-Vanille (BIO)
- Wostok Kardamonowo-Śliwkowy (BIO) – org. Wostok Pflaume-Kardamon (BIO)
- Wostok Morelowo-Migdałowy (BIO) – org. Wostok Aprikose-Mandel (BIO)